# 건포도

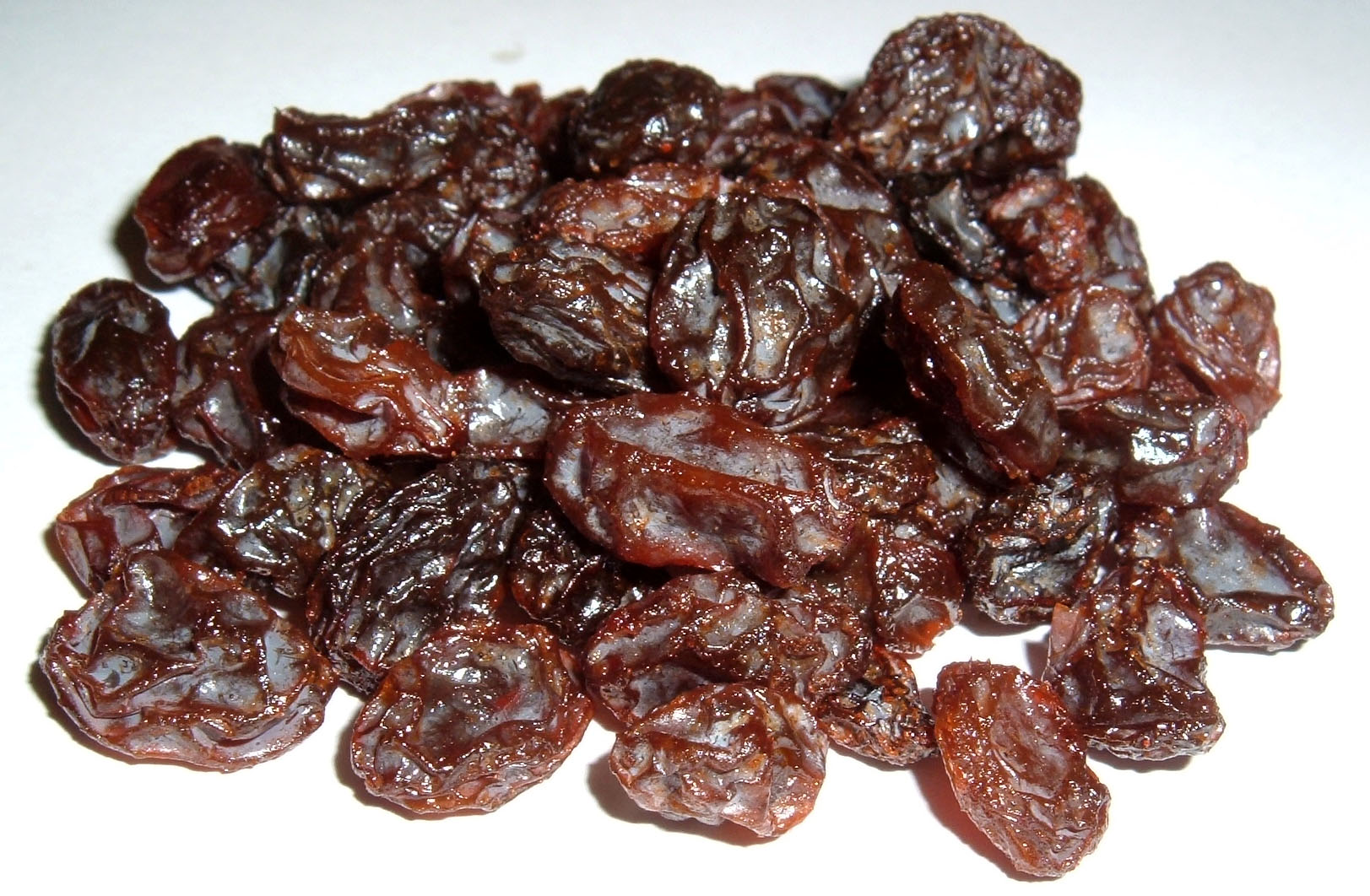
건포도.

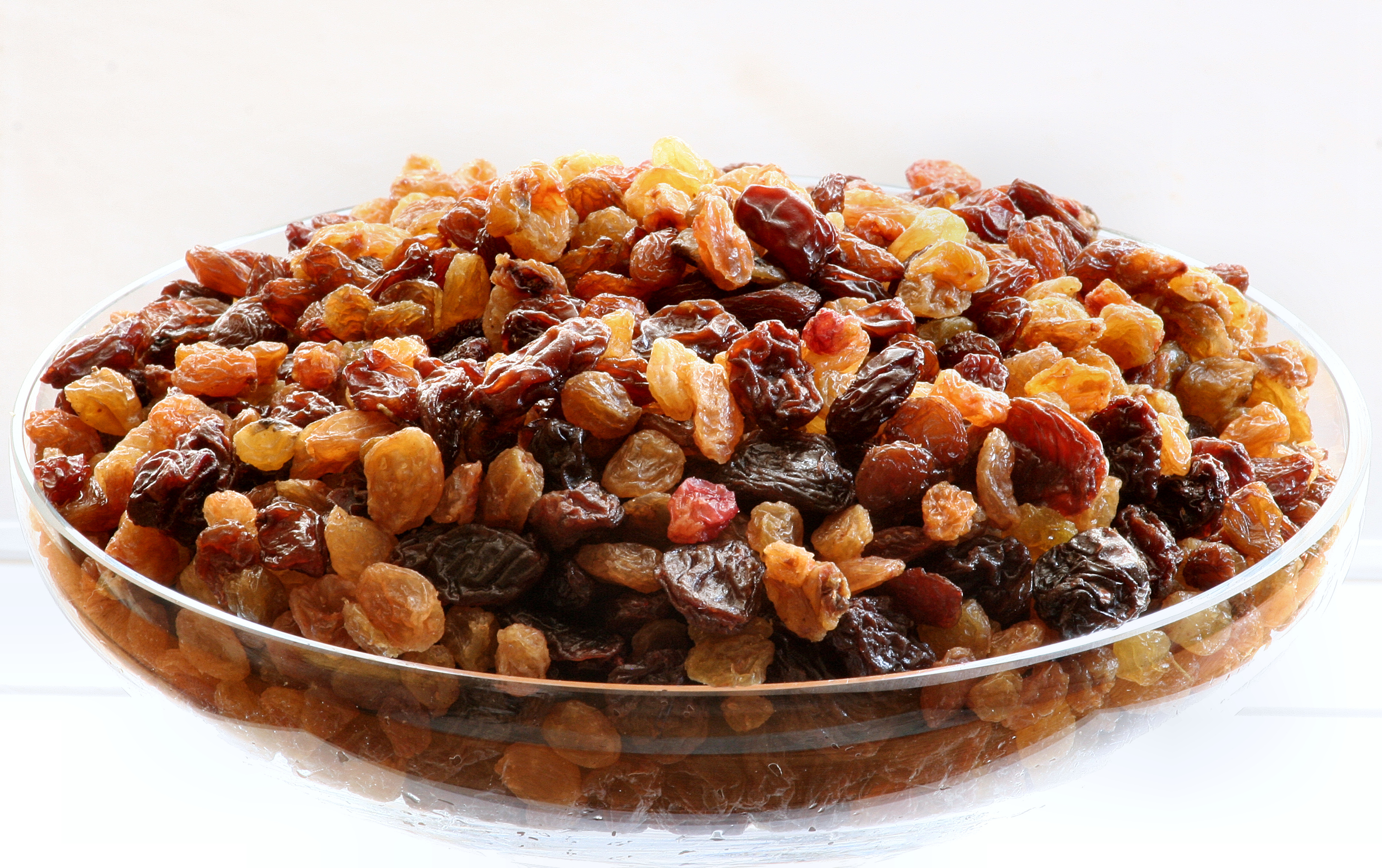
건포도 한 접시.

건포도(乾葡萄, 영어: raisin)는 포도를 말린 것이다. 보통 나무에서 완숙하여 과즙당도가 25%가량 된 포도를 사용한다.  티아민, 리보플라빈, 칼슘, 철분, 칼륨 성분이 풍부하며, 당분이 많아 에너지를 많이 낸다. 과자, 빵, 케이크, 백설기, 푸딩을 만들 때 사용한다. 그 외에도 요거트 초콜릿을 입힌 건포도 제품인 요거트레이즌도 있다.

## 효능
변비 예방, 빈혈 예방(건포도는 무지방인데다가 탄수화물, 식이섬유가 풍부해서 변비, 노화 방지에도 좋으며, 비타민이 풍부해서 피로 회복에 좋다. 또한 천연 설탕의 함량이 매우 높으며 다양한 미네랄과 비타민을 함유하고 있고 특히 철분이 풍부해서 빈혈을 예방한다.)

## 주요 생산국
미국, 그리스, 오스트레일리아, 터키 등.

## 같이 보기
- 포도

## 참고 문헌
- 이 문서에는 다음커뮤니케이션(현 카카오)에서 GFDL 또는 CC-SA 라이선스로 배포한 글로벌 세계대백과사전의 내용을 기초로 작성된 글이 포함되어 있습니다.